# Prva srbska vstaja
Prva srbska vstaja je bila vstaja pravoslavnega prebivalstva iz beograjskega pašaluka proti osmanski oblasti v obdobju od 14. februarja 1804 do 7. oktobra 1813. Začela se je kot lokalni upor proti samovolji janičarjev. Uporniki pod vodstvom Karađorđa so sicer za nekaj časa osvobodili celoten pašaluk, a je vstaja zaradi umika ruske pomoči propadla. Tej vstaji je sledila druga srbska vstaja leta 1815, ki je pripeljala do nastanka avtonomne Srbije.